# Piekielne sąsiedztwo
Piekielne sąsiedztwo (ang. Hood of Horror lub Snoop Dogg's Hood of Horror) – amerykański film fabularny (horror) z 2006 roku.

## Obsada
- Snoop Dogg jako HOH/Devon
- Ernie Hudson jako Roscoe
- Danny Trejo jako Derelict
- Pooch Hall jako Sod
- Anson Mount jako Tex Jr.
- Daniella Alonso jako Posie
- Lin Shaye jako Clara
- Brande Roderick jako Tiffany
- Richard Gant jako Jackson
- Aries Spears jako Quon
- Dallas Page jako Jersey
- Jeffrey Licon jako Nib
- Noel Gugliemi jako Fatcap
- Sydney Tamiia Poitier jako Wanda
- Tucker Smallwood jako Stevens
- Jason Alexander jako Brytyjczyk
- Method Man jako on sam
- Lamar Odom jako on sam